# Jan Suchopárek
Jan Suchopárek (Kladno, 1969. szeptember 23. –) cseh válogatott labdarúgó.

## Pályafutása

### Klubcsapatban
Pályafutását a Dukla Praha csapatában kezdte 1988-ban. 1991-ben a Slavia Praha igazolta le, ahol öt szezont játszott. Ezalatt 132 mérkőzésen 24-szer volt eredményes és egy alkalommal a bajnokságot is megnyerték. 1996 és 1999 között a francia RC Strasbourg csapatában szerepelt. 1997-ben francia ligakupát nyert csapatával. Az 1999–2000-es szezonban a Bundesliga 2-ben szereplő Tennis Borussia Berlin játékosa volt, majd ismét a Slavia Praha szerződtette. 2003-ban szülővárosa csapatához az SK Kladno-hoz került, ahol 2005-ös visszavonulásáig még két szezont játszott.

### A válogatottban
1991 és 1993 között 13 alkalommal szerepelt a csehszlovák válogatottban. A cseh válogatottban 1994 és 2000 között 48 mérkőzésen lépett pályára és 4 gólt szerzett. Részt vett az 1996-os Európa-bajnokságon, ahol ezüstérmet szereztek.

## Sikerei, díjai
Dukla Praha
- Csehszlovák kupa (1): 1989–90

Slavia Praha
- Cseh bajnok (1): 1995–96
- Cseh kupa (1): 1995–96

RC Strasbourg
- Francia ligakupa (1): 1996–97

Csehország
- Európa-bajnoki döntős (1): 1996